# Sivi tinamu
Sivi tinamu (lat. Tinamus tao) je vrsta ptice iz roda Tinamus iz reda tinamuovki. 

## Rasprostranjenost
Živi diljem zapadnog i sjevernog Brazila, istočnog Ekvadora, istočnog Perua, Kolumbije istočno od Anda, sjeverne Venecuele, sjeverne Bolivije i Gvajane. Veći dio njegova raspona ograničen je na vlažne nizinske šume, ali u sjevernim i zapadnim dijelovima svoje mjesto našao je u planinskim šumama. 

## Taksonomija
Sivi tinamu ima nekoliko podvrsta:
- T. tao larensis s rasponom u planinskim šumama središnje Kolumbije i sjeverozapadne Venecuele.
- T. tao kleei s rasponom u jugo-sredšnjoj Kolumbiji, istočnom Ekvadoru, istočnom Peruu, istočnoj Boliviji, i zapadnom Brazilu.
- T. tao septentrionalis s rasponom u sjeveroistočnoj Venecueli i možda u sjeverozapadnoj Gvajani.
- T. tao tao s rasponom na sjeveru središnjeg Brazila, daleko na istoku Perua, i daleko na sjeverozapadu Bolivije.

## Opis
Dug je oko 46 centimetara, što ga čini jednim od najvećih tinamuovki. Kao što mu sugerira ime, sive je boje. Leđa i glava su pomalo crnkasti. 
Mužjak inkubira jaja. Nakon inkubacije, kratko odgaja ptiće. Oni jedu voće i sjemenke s tla ili niskog grmlja.